# 리눅스 저널
리눅스 저널(Linux Journal)은 미국의 월간 기술 잡지이다. 1994년부터 워싱턴주 시애틀의 SSC 주식회사에서 창간되었으며, 2006년 12월 텍사스주 휴스턴의 벨타운 미디어 주식회사 (Belltown Media, Inc.) 로 발행인이 변경되었고, 2017년 콜로라도주 덴버의 LLC로 발행인이 다시 바뀌었다. 특히 리눅스에 집중한 리눅스 저널은 오픈 소스 사용자들에게 전문적인 자료를 제공한다.

## 역사
리눅스 저널은 리눅스 커널과 리눅스에 대해 게재한 첫 번째 잡지였다. 첫 번째 이슈는 Phil Hughes, 레드햇의 공동 창시자인 Bob Young, 리눅스 창시자 리누스 토르발즈 와의 인터뷰에 대한 기사를 게재했다.
이슈 208(2011 8월)는 마지막으로 출판된 인쇄판이다. 이슈 209(2011 9월)로부터 시작해서 잡지사는 오직 데스크탑, 모바일, 전자 출판 등의 다양한 디지털 형태의 월간지 발행으로 바꾸었다.
2019년 8월 7일자로 모든 직원이 해고 되었고, 모든 출판을 종료한다고 메인홈페이지에 고지 되었다.

## 내용
리눅스 저널은 개발, 리눅스 사용 방법 그 위에서 돌아가는 소프트웨어를 포함해서 장치 드라이버를 읽는 방법부터 GIMP를 이용해서 사진을 편집하는 방법까지 모든 수준의 기사를 게재한다.
추가 적으로 튜토리얼, 사용방법, 각각의 리눅스 제픔의 리뷰, 팁, 시장분석도 제공한다.